# Ron Flowers
Ronald "Ron" Flowers (28. července 1934, Edlington – 12. listopadu 2021) byl anglický fotbalista. Nastupoval především na postu záložníka.
S anglickou reprezentací vyhrál mistrovství světa roku 1966, byť na závěrečném turnaji do bojů nezasáhl. Hrál však na mistrovství světa v Chile roku 1962. Celkem za národní tým odehrál 49 utkání, v nichž vstřelil 10 branek.
S klubem Wolverhampton Wanderers třikrát vyhrál anglickou ligu (1953/54, 1957/58, 1958/59), v sezóně 1959/60 s ním vyhrál anglický pohár (FA Cup).